# Sovi-do-norte
O sovi-do-norte ou sauveiro-do-norte (nome científico: Ictinia mississippiensis) é uma espécie de ave rapinante que pertence à família Accipitridae.

## Nomes populares
O nome "sovi-do-norte" foi selecionado como nome vernáculo técnico para a espécie pelo Comitê Brasileiro de Registros Ornitológicos em 2021.

## Dieta
Sua dieta consiste principalmente de insetos que ele captura em voo. Ele come cigarras, gafanhotos e outros insetos prejudiciais às culturas agrícolas, tornando-se economicamente importante. Também se sabe que come pequenos vertebrados, incluindo pássaros, anfíbios, répteis e pequenos mamíferos.